# Flugplatz Bakki

i8
i11
i13
Der Flugplatz Bakki (ICAO-Code: BIBA) liegt im Süden von Island.
Der Flugplatz wird hauptsächlich für Flüge zum Flughafen Vestmannaeyjar auf den Westmännerinseln genutzt.
Er liegt westlich der Mündung des Markarfljóts an der Südküste und ist über den Bakkavegur  und den Landeyjahafnarvegur  zu erreichen.
Der nächstgelegene Ort ist Hvolsvöllur in 28 Straßenkilometer Entfernung.
Dieser Flugplatz wurde Ende der 1970er Jahre auf einem ehemaligen Kartoffelacker des Hofes Bakki errichtet.
Die Flugdauer beträgt nur 7 Minuten, nach Reykjavík sind es 25 Minuten.
Alternativ dauerte die Fährverbindung nach Þorlákshöfn ungefähr 2 Stunden und 45 Minuten.
Seit im Juli 2010 der neue Hafen Landeyjahöfn etwa 3,5 km südöstlich eröffnet wurde, dauert die Fährpassage nur noch 30 Minuten und der Flugverkehr kam zum Erliegen.